# WWF SmackDown! (videojuego)
WWF SmackDown! (Exciting Pro Wrestling en Japón) es un videojuegos de lucha libre profesional lanzado para la consola PlayStation por THQ y desarrollado por Yuke's Future Media Creators. Es parte de la serie WWF SmackDown! basada en la World Wrestling Federation (WWF). Este juego fue sucedido por el WWF SmackDown! 2: Know Your Role.
Fue el primer juego de la WWF para PlayStation publicado por THQ.

## Modo de juego
El cambio más significativo que la mayoría de personas con este juego respecto a su predecesor de Acclaim, WWF Attitude, fue el más rápido, arcade-juego estilo. A diferencia de actitud que dependía de Tekken como presione el botón de secuencias para producir incluso el más simple de movimientos, SmackDown! Tenía un sistema de tala para los movimientos como la combinación de una tecla de flecha con el botón círculo para los movimientos de agarre y la combinación de una tecla de flecha con el botón X para los movimientos sorprendentes. Otra característica que fue bien recibido fue la adición de varios bastidores habitaciones para los luchadores a luchar, que refleja el producto en el momento con Hardcore partidos van detrás del escenario. Esto fue sólo el segundo juego de lucha libre que tiene esta característica (la publicada previamente WCW Mayhem ser el primero). El juego también contó con la primera gran temporada en el modo de juego el WWF, en la que el jugador se le permitió participar en las historias de WWF. Para entradas de juego, en lugar de mostrar el luchador hacen su entrada por la rampa y en el anillo como actitud y WrestleMania 2000, los luchadores hacen su entrada en frente de su vídeo Titantron particular. En versiones posteriores, sin embargo, con el poder agregado de la PlayStation 2, las entradas se han modificado para reflejar enfoque de otros juegos. El juego también incluye un modo "PPV", que coincide con el sueño de crear en los juegos. Es posible, en el modo de excibicion, para escoger el tipo de escenario, de WWF RAW is WAR, WWF Smackdown!, WWF Royal Rumble 2000, WWF WrestleMania 2000 y WWF King of the Ring 2000.

## Roster
| - Al Snow - Billy Gunn - Bradshaw - Bubba Ray Dudley - Chris Jericho - Christian - Chyna - Debra - D'Lo Brown - D-Von Dudley - Edge - Faarooq - Gangrel - Gerald Brisco 1 - Godfather - Hardcore Holly - Ivory 1 - Jacqueline 1 - Jeff Hardy - Kane - Ken Shamrock - Mankind - Mark Henry | - Matt Hardy - Mideon 1 - Mr. McMahon - Pat Patterson 1 - Paul Bearer - Prince Albert 1 - Road Dogg - The Rock - Shane McMahon - Stephanie McMahon 1 - Steve Blackman - Stevie Richards 1 - "Stone Cold" Steve Austin - Shawn Michaels - Test - The Big Boss Man - The Big Show - The Blue Meanie 1 - The Undertaker - Tori - Triple H - Val Venis - Viscera 1 - X-Pac |

1 Partes encontradas en el modo "Create A Wrestler"
| Videojuegos de la World Wrestling Entertainment |                      |                                           |
| Predecesor: WWF No Mercy (videojuego)           | Periodo: 1999 - 2000 | Sucesor: WWF SmackDown! 2: Know Your Role |

- Datos: Q2655866